# Man in Polyester Suit
Man in Polyester Suit ist eine Fotografie des US-amerikanischen Fotografen Robert Mapplethorpe. Sie entstand 1980 in Schwarz-Weiß-Technik und zeigt den Beckenbereich des Afroamerikaners Milton Moore in einem Anzug aus Polyester. Aus dem Reißverschluss seiner Hose lappt sein Penis.

## Hintergrund
Mapplethorpe traf Moore im September 1980 an einem regnerischen Abend in der New Yorker West Street. Er war gerade auf dem Weg von der Schwulenbar Keller's in die Bar Sneakers. Moore ging in der Straße auf und ab. Mapplethorpe fühlte sich von ihm angezogen und lud ihn in sein Appartement ein. Als er von dessen Plänen für eine Modelkarriere hörte, sagte er ihm Aufnahmen für ein Portfolio zu.
Während der Aufnahmen entstand das Foto Man in Polyester Suit. Von der ursprünglichen Aufnahme schnitt Mapplethorpe mit Moores Einverständnis Kopf und Beine ab, so dass der Genitalbereich zentraler Inhalt des Bildes wurde.
Mapplethorpe nannte Moore die „große Liebe seines Lebens“, den er vor der Welt beschützen wollte. Nachdem er erfahren hatte, dass Moore von der US-Marine desertiert war, erklärte er, wenn er dieses von Anfang an gewusst hätte, hätte er sich vermutlich von ihm ferngehalten, denn Desaster ziehe ihn nicht an.